# I duri non ballano (film)
I duri non ballano (Tough Guys Don't Dance) è un film del 1987 diretto da Norman Mailer.
Fu presentato fuori concorso al 40º Festival di Cannes.

## Trama
La storia, ambientata a Provincetown nel Massachusetts, narra della storia di Tim Madden che si ritrova dei morti nel suo campo di marijuana (fra cui sua moglie). Mentre il padre cerca di aiutarlo lo sceriffo è convinto della sua colpevolezza e tenta di incastrarlo, alla fine si scoprirà ciò che era realmente accaduto.

## Accoglienza

### Incassi
Negli USA il film ha incassato un totale di 858 250 dollari.

### Critica
Il film, fra sogno e memoria, trae ispirazione dalle pellicole noir della metà del XX secolo.